# Gare de La Chaux-des-Crotenay
La gare de La Chaux-des-Crotenay est une gare ferroviaire française de la  ligne d'Andelot-en-Montagne à La Cluse (surnommée « ligne des Hirondelles »), située sur le territoire de la commune de la Chaux-des-Crotenay dans le département du Jura en région Bourgogne-Franche-Comté.
Elle est mise en service en 1890 par la Compagnie des chemins de fer de Paris à Lyon et à la Méditerranée (PLM) et devient une simple halte en 1989.
C'est une halte voyageurs de la Société nationale des chemins de fer français (SNCF) desservie par des trains TER Bourgogne-Franche-Comté.

## Situation ferroviaire
Établie à 714 mètres d'altitude, la gare de La Chaux-des-Crotenay est située au point kilométrique (PK) 26,009 de la ligne d'Andelot-en-Montagne à La Cluse (voie unique), entre les gares ouvertes de Champagnole-Paul-Émile-Victor et de La Chaumusse - Fort-du-Plasne. En direction de Champagnole, s'intercale les gares fermées du Vaudioux et de Siam.

## Histoire
La gare de La Chaux-des-Crotenay est mise en service en juillet 1890 par la Compagnie des chemins de fer de Paris à Lyon et à la Méditerranée (PLM), lorsqu'elle ouvre à l'exploitation la section de Champagnole à Saint-Laurent-en-Grandvaux. Elle dispose notamment : d'un bâtiment type gare de 3e classe, un abri sur le quai opposé, une halle à marchandises, une grue mobile de 10 tonnes et d'un réservoir d'eau découvert alimenté par une source. C'est alors une gare d'évitement avec deux voies pour le croisement des trains.
La Société nationale des chemins de fer français (SNCF) ferme le bâtiment voyageurs et son guichet et lui donne le statut de simple halte en 1989. 
Dans le cadre des projets 1001 gares de la SNCF, le bâtiment est transformé en restaurant depuis le 01 avil 2024. 

Desserte par l'X 2912 et une remorque pilote en 1996
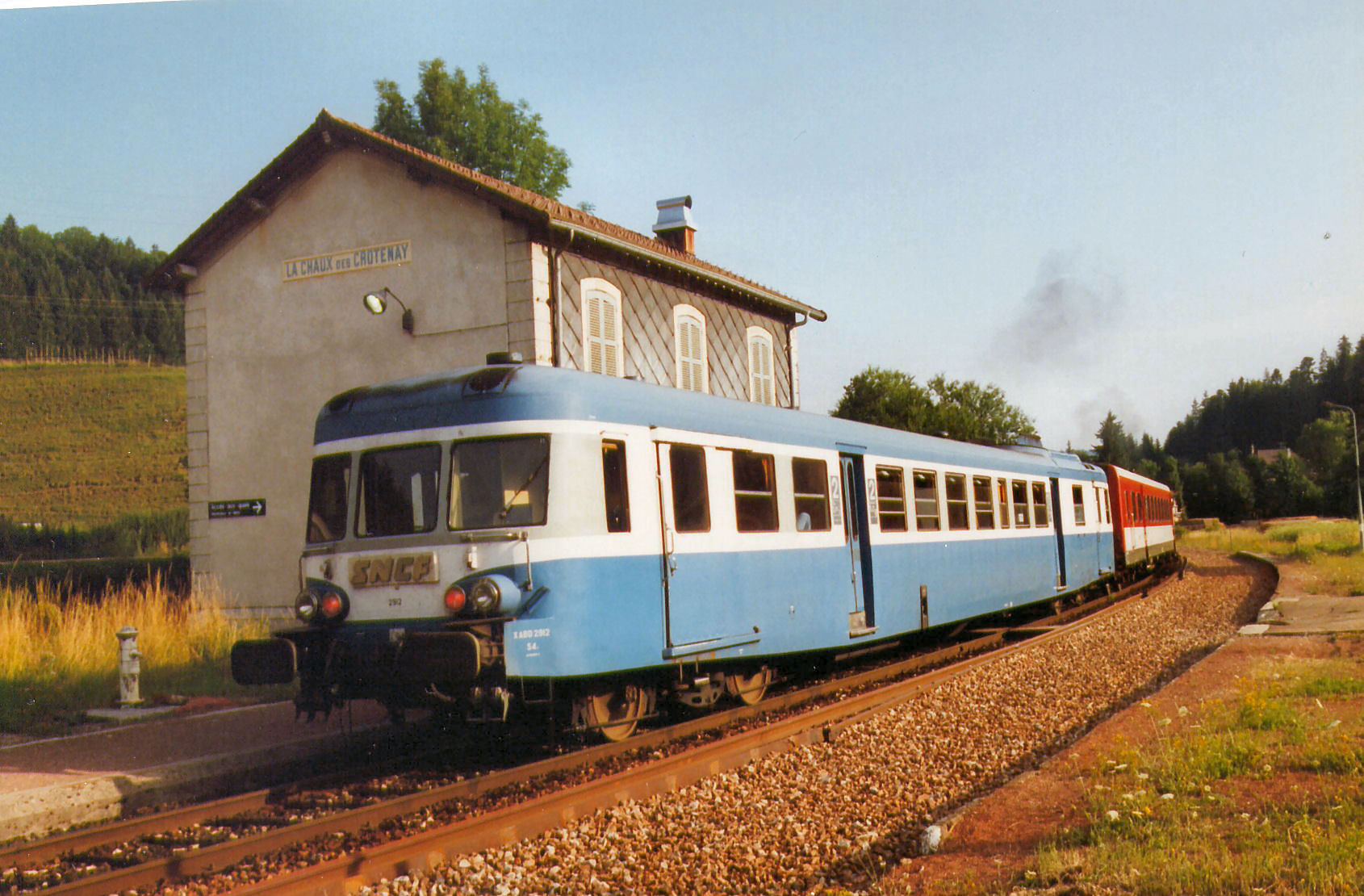
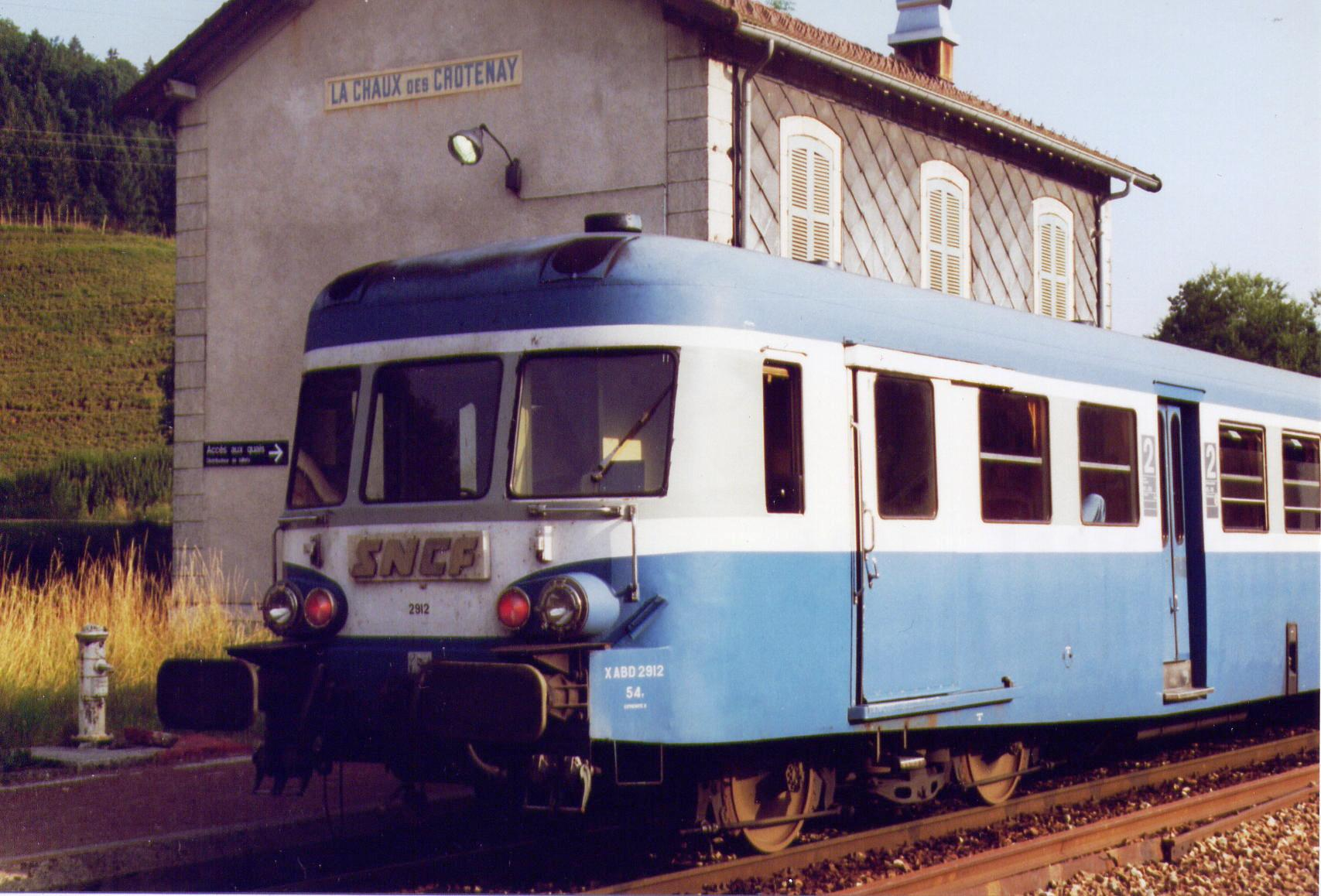

## Service des voyageurs

### Accueil

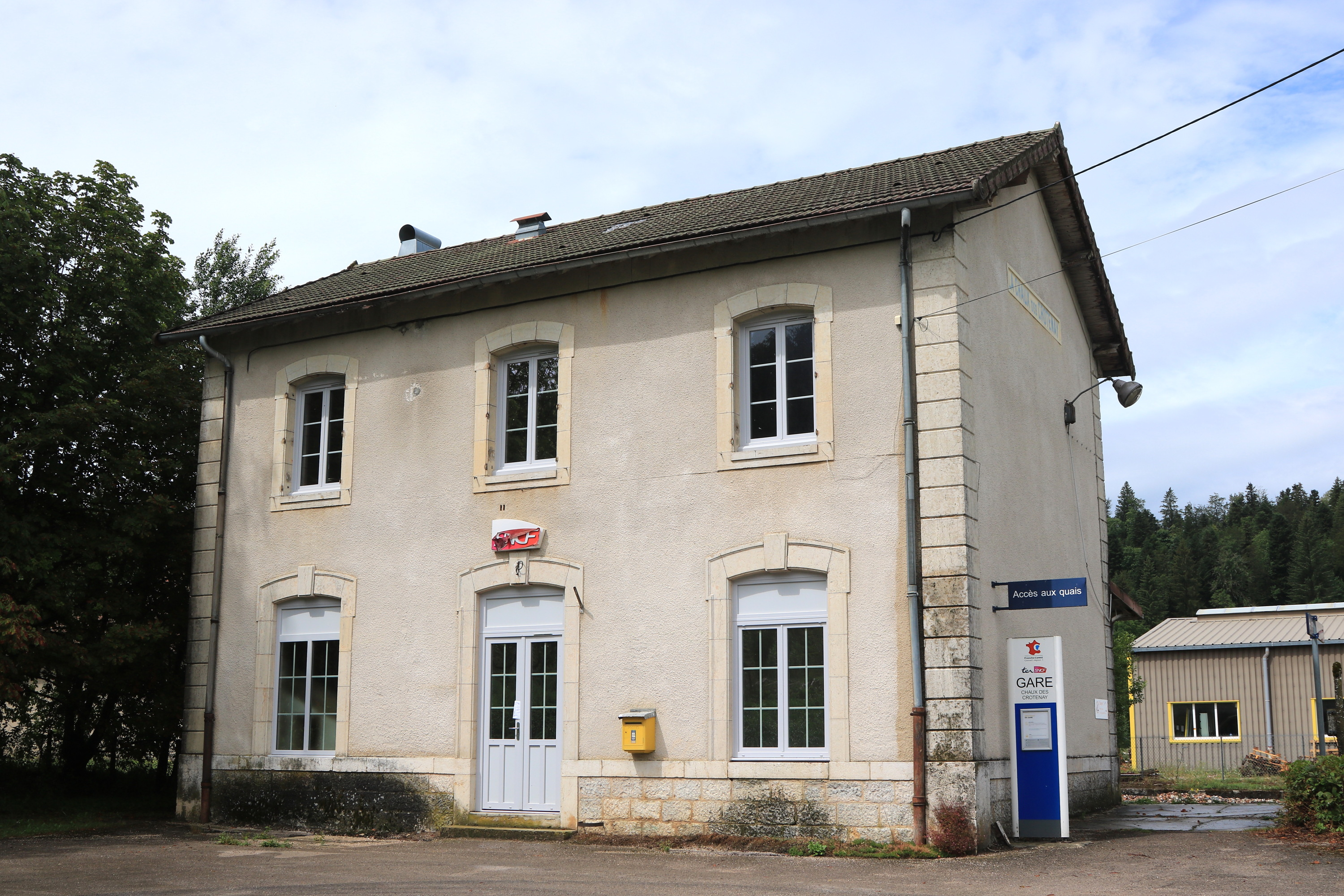
Bâtiment voyageurs vu côté cour.

Halte SNCF, c'est un point d'arrêt non géré (PANG), à accès libre. 

### Desserte

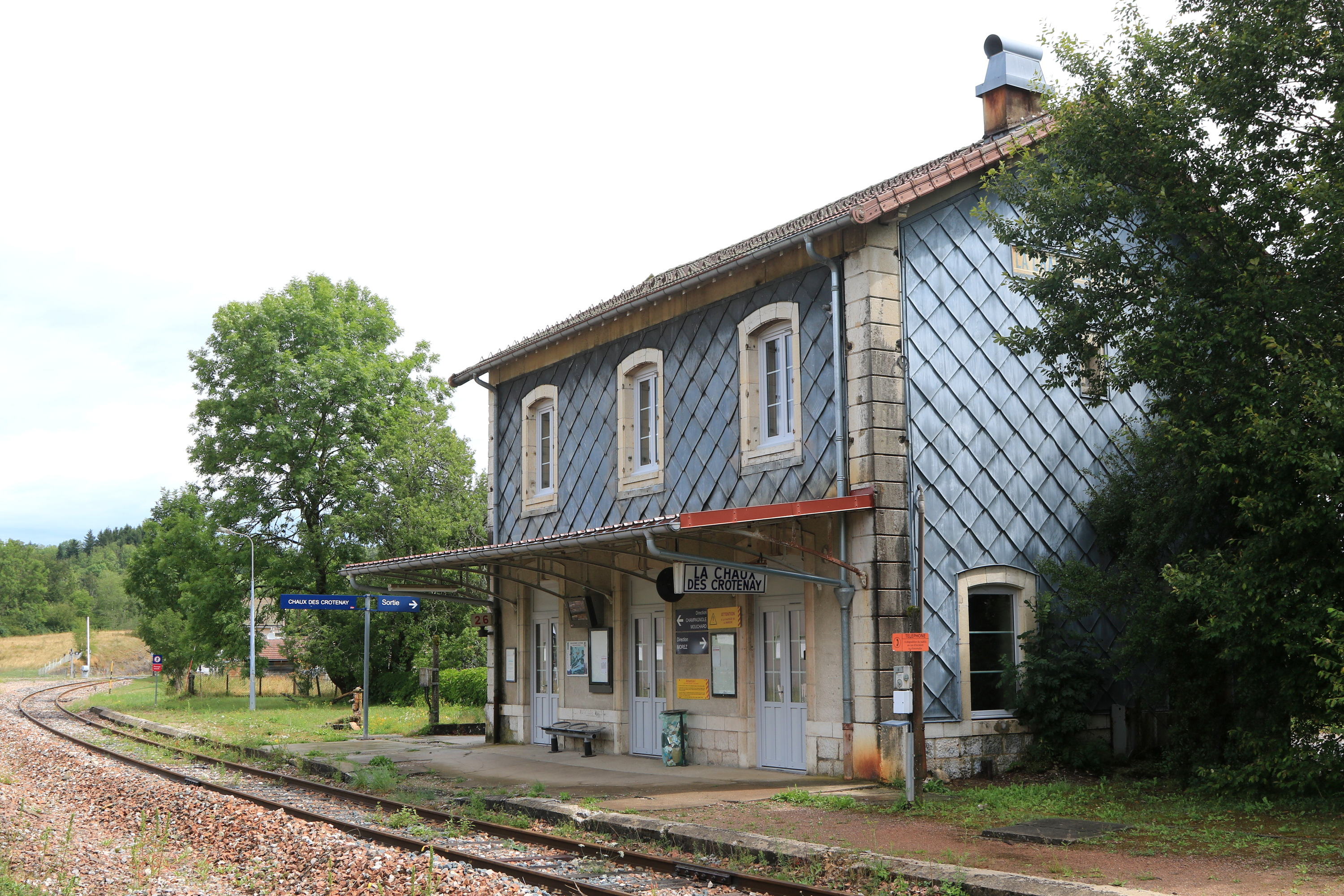
Vue du bâtiment côté voie. La voie d'évitement à gauche a été déposée

La gare de la Chaux-des-Crotenay est desservie par des autorails du réseau TER Bourgogne-Franche-Comté de la ligne Paris - Dijon - Dole - Pontarlier / Saint-Claude.

### Intermodalité
Un parking pour les véhicules y est aménagé. La gare est au croisement de la ligne touristique des Hirondelles et de l'Échappée Jurassienne, chemin de randonnée qui relie Dole à Saint Claude ou Nyon pour sa variante suisse.

## Patrimoine ferroviaire
L'ancien bâtiment voyageurs, la halle à marchandises et le réservoir d'eau sont inscrits à l'inventaire du patrimoine en Franche-Comté (dossier IA39001110 réalisé en 2006).